# Brasiliense Futebol Clube
El Brasiliense Futebol Clube és un club de futbol brasiler de la ciutat de Taguatinga al Districte Federal del Brasil.

## Història
El club va ser fundat l'1 d'agost de 2000 per l'empresari Luiz Estevão. Aquest comprà un club anomenat Atlântida Futebol Clube i el reanomenà Brasiliense Futebol Clube. El 2002 guanyà el Campeonato Brasileiro Série C i ascendí a Segona Divisió. El 2004 guanyà el Campeonato Brasileiro Série B i ascendí a Primera Divisió. També guanyà el campionat estatal aquell any. Del 2004 al 2008 guanyà cinc campionats estatals consecutius.

## Palmarès
- Campeonato Brasileiro Série B: 
  - 2004

- Campeonato Brasileiro Série C:
  - 2002

- Campionat brasiliense: 
  - 2004, 2005, 2006, 2007, 2008, 2009, 2011, 2013

## Estadi
L'estadi del club és Serejão, també anomenat Boca do Jacaré, construït el 1978 i amb capacitat per a 32.000 espectadors.